# Kia Pop
O Pop é um protótipo de minicarro citadino apresentado pela Kia na edição de 2010 do Paris Motor Show.